# Giorgio Abetti

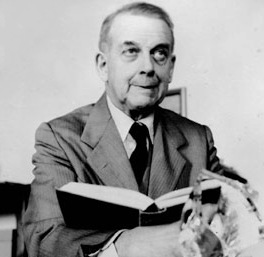
Giorgio Abetti

Giorgio Abetti (Padua, 5 oktober 1882 – 24 augustus 1982) was een Italiaans zonneastronoom. 
Hij was de zoon van de astronoom Antonio Abetti. Hij studeerde aan de Universiteiten van Padua en Rome.
Hij begon in het observatorium van de Pauselijke Universiteit Gregoriana te Rome als assistent-astronoom. In 1921 volgde hij zijn vader op als hoofd van de Sterrenwacht van Arcetri bij Florence tot 1957. Op hetzelfde moment werd hij professor aan de Universiteit van Florence en was dit eveneens tot 1957.
Hij is vooral bekend vanwege zijn expedities naar Siberië in 1936 en Soedan in 1952 voor de waarneming van zonsverduisteringen. Hij was gastprofessor aan de Universiteit van Caïro in 1948-'49. In 1938 werd hij ondervoorzitter van de International Astronomical Union.

## Eerbetoon
- Hij kreeg de Medaglia d'argento van de Italiaanse Geografische Sociëteit in 1915.
- De Premio reale van de Accademia dei Lincei kreeg hij in 1925.
- In 1937 kreeg hij de Janssen medaille.
- De krater Abetti op de maan en de planetoïde 2646 Abetti zijn naar hem en zijn vader genoemd.